# Iker Pajares
Iker Pajares Bernabeu (* 22. März 1996 in Barcelona) ist ein spanischer Squashspieler.

## Karriere
Iker Pajares begann seine professionelle Karriere im Jahr 2013 und gewann bislang zwölf Titel auf der PSA World Tour. Seine höchste Platzierung in der Weltrangliste erreichte er mit Rang 15 am 19. Februar 2024. Mit der spanischen Nationalmannschaft nahm er bereits mehrfach an der Europameisterschaft teil, sein Debüt in der Mannschaft gab er 2014. 2019 wurde er mit ihr Vizeeuropameister. Im Einzel stand er erstmals 2016 im Hauptfeld, wo er sogleich ins Viertelfinale einzug. Dort unterlag er Grégory Gaultier in drei Sätzen. 2017, 2019 und 2024 stand er im spanischen Aufgebot bei der Weltmeisterschaft. Pajares wurde 2020 und 2021 jeweils nach einem Finalsieg gegen Borja Golán spanischer Meister sowie nochmals 2023, 2024 und 2025.

## Erfolge
- Vizeeuropameister mit der Mannschaft: 2019
- Gewonnene PSA-Titel: 12
- Spanischer Meister: 5 Titel (2020, 2021, 2023–2025)